# Húsavík (Sandoy)
Húsavík dansk: Husevig er en færøsk bygd på østkysten af øen Sandoy.
Bygden er administrationscente i Húsavíkar kommuna, hvor bygderne Dalur og Skarvanes også hører under. 
Húsavík har sandstrand, og kan derfor benyttes til Grindedrab. Det største antal af grindehvaler, som blev drevet ind på sandstranden er 382.
Bygdens børn går i skole i Sandur. Den gamle skole i Húsavík fra 1899 er bevaret og moderniseret. Da der gik flest børn i skolen, var elevtallet helt oppe på 25 børn. I dag er skolen som sådan nedlagt. I stueetagen har kommunen kontor.
I 1943 blev ungdomsforeningen Sólaris etableret med eget foreningshus, som stadig er rammen om meget af det sociale liv i bygden. Húsavík fik en ny bådehavn i 1980’erne Ved havnemolen står et relief, som er lavet af den færøske kunstner Tróndur Patursson. 
Húsavík er kendt for de lange stengærder, der omkranser bygden. 

## Kirken
Húsavíkar kirkja er opført 1863 og er bygget af hvidkalkede sten med tag af græstørv. Kirken har fire  sprossede vinduer i hver side, mens indgangen til forkirken er i vestsidens nordende. Altertavlen er malet af Alan Havsteen-Mikkelsen og viser en scene fra 2. Påskedag. Lukas 22,13-35. Det er malet i 1991. Kirken har 200 siddepladser. Den første kirke menes, at være opført i bygden i 1300-tallet af husfruen på gården Meini á Garði. En del af stensætningen omkring kirkegården, stammer så langt tilbage som til tiden, da Guðrun Sjúrðardóttir levede. 

## Historie
Húsavík er en bygd, sandsynligvis fra landnamstiden, og er første gang nævnt skriftlig i Hundebrevet fra slutningen af 1300-tallet, men har eksisteret siden vikingetiden på Færøerne. 

Den har to gamle bydele med mange gamle færøske huse. Et sagn siger, at bygden før lå i en fordybning, Kvíggjagil, vest for den nuværende hovedbygd. Der kan man påvise beboelsestomter, samt hvor der var kirke og kirkegård.
Midt i bygden ligger der stadig ruiner fra 1300-tallet af den store gård, som har tilhørt den rige og mægtige frue i Húsavík. Hun var den norske Guðrun Sjúrðardóttir, som også havde store besiddelser på Shetlandsøerne. Hun var en streng dame, der ejede al jord i Húsavík. Sagnet fortæller, at hun begravede 2 tjenestefolk levende, og at hun blev rig, efter at hun i en drøm fandt et guldhorn i jorden, som hun solgte til kongen. Stengærdet, som hun byggede omkring kirkegården, står endnu, og ligeledes stenvæggene i høladen og den stenbelagte gårdsplads omkring husene. 
Husevigsbrevene (Húsavíkarbrøvini), i den Arnamagnæanske Samling, er seks bekræftede afskrifter af seks breve skrevet mellem 1403 og 1405 samlet i et diplom skrevet i 1407 i Tórshavn, omhandler en af Færøernes rigeste kvinder, Guðrun Sjúrðardóttir (eller Sigurðardóttir), og hendes arvegods. Da kvinden i Husevig (Húsavík) på Sandø (Sandoy) døde i 1405 efterlod hun ingen arvinger til sine ejendomme på Færøerne, Shetland og Norge.
I nærheden af ruinerne ligger det fredede "Jóannes á Breyts" hus, der er 130 år gammelt, som i nutiden er indrettet som lokalmuseum. Vest for bygden ligger der rester af ruiner og spor af en kirke og kirkegård.
Húasvík lægges øde af den sorte død omkring 1349. Senere genopbygges bygden på østsiden af åen
I 1361 fortæller et sagn, at húsfrúgvin í Húsavík, som en af få færinger, sejler i sin egen båd til Norge. I Húsavík påvises endnu resterne af et bådshus, der om vinteren kan have rummet et havgående skib på mindst 60 fod
I 1405 dør Húsfrúgvin í Húsavík, hendes mand og to børn dør (formodentlig af pesten. 
I 1530 driver normanden Heine Johnsen som eneste overlevende i en åben båd ind til bygden.
I 1941 dræbes i marts måned 3 mænd, da de forsøger at demontere en sømine.

## Galleri
- Húsavík
- Húsavíkar kirkja
- Húsavík
- Húsavík
- Kunst på havnemolen